# منتخب ماليزيا لاتحاد الرغبي
منتخب ماليزيا الوطني لاتحاد الرغبي هو ممثل ماليزيا الرسمي في المنافسات الدولية في اتحاد الرغبي .